# Cyliosoma denticulatum
Cyliosoma denticulatum är en mångfotingart som beskrevs av Karl Wilhelm Verhoeff 1924. Cyliosoma denticulatum ingår i släktet Cyliosoma och familjen Sphaerotheriidae. Inga underarter finns listade i Catalogue of Life.